# 毛丹青
毛丹青（1962年—），中國当代作家。

## 生平
1985年从北京大学毕业，进入中国社会科学院哲学研究所工作。1987年赴日本三重大学留学，后在日本从事过国际贸易工作。1995年至1997年任神户市市政顾问，目前从事双语写作和中日文化交流工作，并被多本杂志聘为专栏作家。现任日本神户国际大学教授。
2011年初在北京参与创办书型杂志《知日》，担任主笔。

## 主要作品
- 《日本虫眼纪行》（日文文集）1998年 法藏馆
- 《狂走日本》2004年 上海文艺出版社
- 《孤岛集》2014年 中信出版社

## 翻译作品
- 《叹异抄》 文津出版社
- 《禅与中国》北京三联书店出版社
- 《火花》 人民文学出版社 2017
- 《这是苹果吗也许是吧》 甘肃少年儿童出版社  2019
- 《好无聊啊好无聊》 甘肃少年儿童出版社  2019
- 《做个机器人假装是我》 甘肃少年儿童出版社  2019
- 《后来呢后来怎么了》 甘肃少年儿童出版社  2019
- 《脱不下来啦》 甘肃少年儿童出版社  2019
- 《揉一揉啊捏一捏》 甘肃少年儿童出版社  2019
- 《100天后会死的鳄鱼君》接力出版社  2020
- 《不抓住什么就会飞走的海豹君》 接力出版社  2021
- 《只能这样吗 不一定吧》江苏凤凰少年儿童出版社  2020
- 《看得见 看不见》江苏凤凰少年儿童出版社  2020
- 《无限的网：草间弥生自传》中信出版集团·小满 / 2021
- 《谜一样的青年》 译林出版社  2023